# Deimantas Narkevičius
Deimantas Narkevičius (* 1964 in Utena) ist ein litauischer Filmregisseur, Konzeptkünstler und Installationskünstler.

## Leben
Nach dem Abitur an der Mittelschule graduierte Narkevičius als Bildhauer an der Kunstakademie Vilnius in Vilnius und verbrachte das Jahr 1992/93 in London.
Ein bekanntes Video ist Revisiting Solaris (2007, 18 min.) nach dem Film Solaris von Andrei Tarkowski.
1998 war Narkevičius Teilnehmer der Manifesta II in Luxemburg. Er repräsentierte 2001 Litauen auf der 49. Biennale di Venezia mit Legend Coming True (1999, 68 min.) und Energy Lithuania (2000, 17 min.). 2002 fand die Einzelausstellung Deimantas Narkevičius Project im Kunstverein München statt, sowie 2007 eine Soloausstellung in der Kunsthalle Budapest. 2007 war Narkevičius bei den Skulptur.Projekten in Münster vertreten.
Deimantas Narkevičius wurde mit dem Litauischen Nationalpreis für Kunst und Kultur ausgezeichnet und erhielt 2008 den The Vincent van Gogh Biennial Award for Contemporary Art in Europe in Amsterdam.